# Ida Gerhardt
Ida Gardina Margaretha Gerhardt (Gorinchem, 11 mei 1905 – Warnsveld, 15 augustus 1997) was een Nederlands dichteres en classica. Ook heeft zij literatuur vertaald uit het Latijn en het Hebreeuws, waaronder de psalmvertaling uit 1972, die drie jaar later ook werd opgenomen in de Willibrordvertaling.

## Leven en werk

### Jeugd
De ouders van Ida Gerhardt waren Dirk Reinier Gerhardt (1871) en Grietje Blankevoort (1873) die trouwden in 1898. Hun kinderen waren Truus (1899-1960), Everardus (1901), die slechts één dag heeft geleefd, Ida en Mia (1918-1988). Het gezin verhuisde in 1904 vanuit Alkmaar naar Gorinchem nadat Dirk Gerhardt daar werk had gevonden als directeur van een ambachtsschool. De zusters waren leergierig. Dat was niet naar de zin van de moeder, met wie Ida dan ook een slechte verhouding had.
In 1916 ging Ida, ook tegen de zin van haar moeder, naar het Erasmiaans Gymnasium, waar ze onder meer les kreeg van de dichter J.H. Leopold, die Ida en ook haar latere levensgezellin Marie van der Zeyde inspireerde tot de liefde voor klassieke letteren, filosofie en poëzie.

### Klassieke talen
Nadat Ida in 1924 haar eindexamen had gedaan, studeerde ze klassieke talen in Leiden. In die tijd werd haar moeder psychisch ziek en moest ze worden opgenomen in een inrichting. Over deze ingrijpende gebeurtenis gaat Gerhardts latere gedicht De Mantel. Niet veel later werd Ida uit haar ouderlijk huis gezet. Ze moest verder weg in Utrecht gaan studeren en werd niet meer financieel ondersteund. Een lichtpunt was dat ze daar Marie van der Zeyde ontmoette, die er Nederlandse letteren studeerde. Gerhardt liet Van der Zeyde een van haar vroegste verzen lezen.
In 1933 slaagde Gerhardt voor haar doctoraalexamen, maar er waren geen banen in de crisistijd. Ze werd werkloos en arm. In 1934 werd ze weer toegelaten tot haar ouderlijk huis. In hetzelfde jaar overleed haar moeder. In 1935 begon Gerhardt serieus met het schrijven van gedichten. Haar zus Truus Gerhardt had zich ook tot dichteres ontwikkeld en publiceerde toen haar eerste bundel: De engel met de zonnewijzer. Een jaar later verscheen Gerhardts eerste gedicht, Kinderspel in het tijdschrift Tijd en Taak, waarvoor ook Marie van der Zeyde werkte. Uiteindelijk vond ze werk aan het Stedelijk Gymnasium te Groningen.
Een negatieve kritiek van Marie van der Zeyde op Truus' tweede bundel, Laagland (1937), leidde tot verwijdering tussen Ida en Truus. Ondertussen vertaalde Ida het Latijnse leerdicht De Rerum Natura van Lucretius, waarop ze in 1942 zou promoveren.
In 1940 kreeg Gerhardt een baan aan het Gemeentelijk Lyceum te Kampen, waar ze van grote inzet blijk gaf. Hier ontwikkelde zich ook haar liefde voor het waterrijke landschap dat in latere gedichten tot uitdrukking zou komen.

### Dichteres

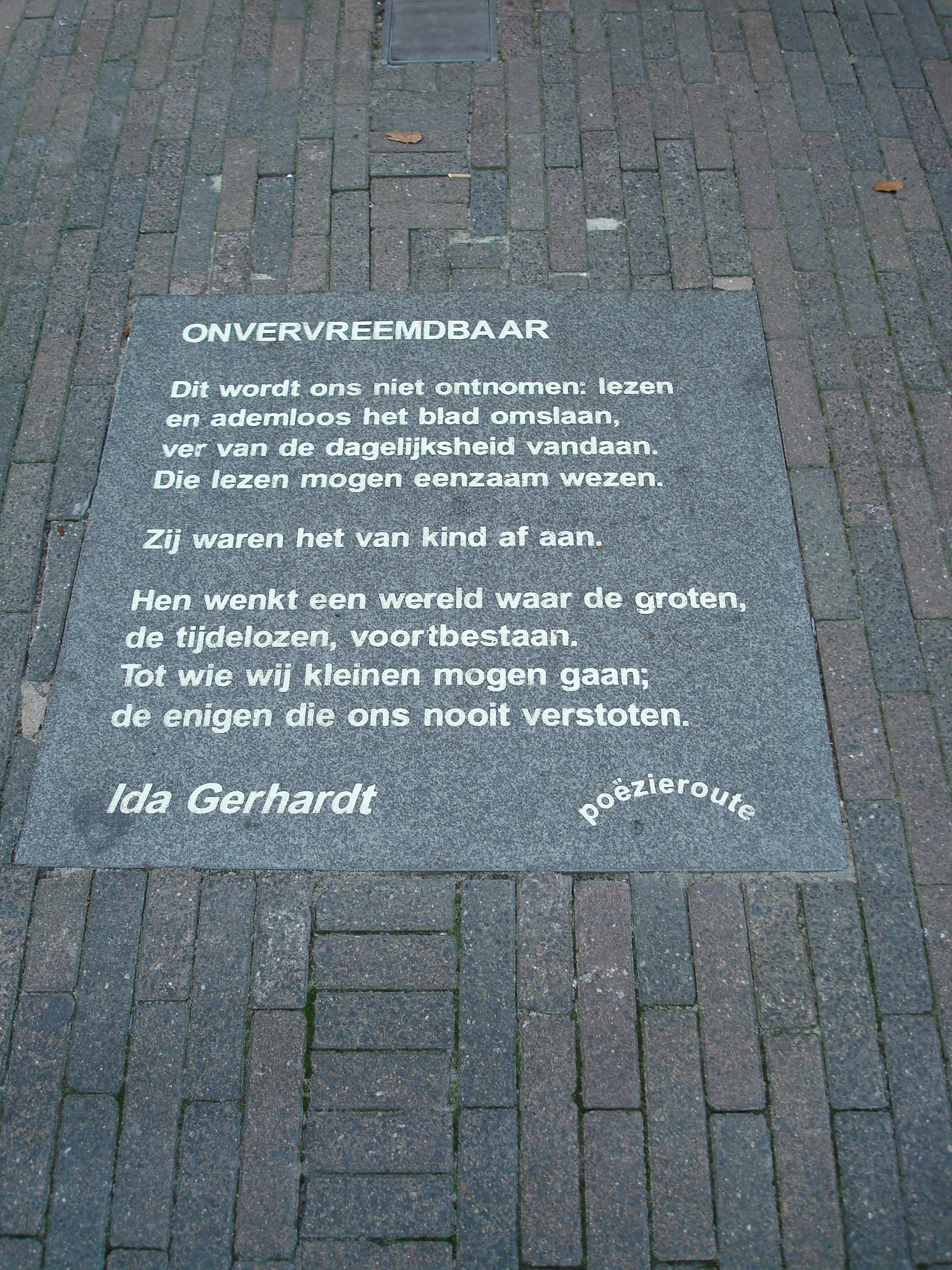
Het gedicht 'Onvervreemdbaar' van Ida Gerhardt (gepubliceerd in 1979) in poëzieroute Harderwijk

Ida Gerhardts eerste boek – de bundel Kosmos – verscheen op 9 mei 1940, één dag vóór de Duitse inval in Nederland. De bezetting inspireerde haar tot een van haar beroemdste gedichten, Het Carillon, dat in 1945 verscheen in haar tweede bundel: Het Veerhuis. Hiervoor ontving ze de Lucy B. en C.W. van der Hoogtprijs, maar Ida's familie misgunde het haar. Niettemin schreef ze in Kampen nog drie dichtbundels en vertaalde ze de Georgica van Vergilius.  
In 1951 werd Ida gevraagd om haar manier van lesgeven, die ze in Kampen had ontwikkeld, ook toe te passen in Bilthoven op de Werkplaats Kindergemeenschap van Kees Boeke. Zij zou daar een gymnasiumafdeling gaan leiden. In 1953 overleed Ida's vader.
In 1955 verscheen de bundel Het Levend Monogram die de relatie van de jonge Ida met haar vader en moeder beschrijft:

Ik – vriend van stilte, dier en plant,
schreef naar zijn wil, met grijze haren,
de gruwelen van mijn kinderjaren
op deze doortocht naar zijn land ...

### Psalmvertaling
Ida Gerhardt ging in 1956 te Bilthoven samenwonen met haar vriendin Marie van der Zeyde. Het overlijden van haar zuster Truus in 1960 inspireerde Ida tot de gedichten uit haar bundel De Hovenier (1961). Toen ook haar gezondheid achteruitging, werd ze in 1963 afgekeurd. Ze vond echter een nieuwe roeping: een vertaling van de psalmen rechtstreeks vanuit de Tenach naar het Nederlands. Ze ging Hebreeuws leren, waarvoor ze in 1964 cum laude slaagde, en ging samen met Marie aan een nieuwe psalmenvertaling werken. Om rust te vinden gingen Ida en Marie vaak gedurende langere tijd naar Ierland, waar ze in 1966 met hun project begonnen. Marie wilde zich echter niet in Ierland vestigen, waarop de vriendinnen naar een rustiger huis te Eefde verhuisden. De psalmvertaling verscheen in 1972.
Deze vertaling werd onder meer gebruikt door een zestal kerkmusici vanuit de Benedictijnen, Benedictinessen en de Cisterciënzers die, verenigd in de Intermonasteriële Werkgroep voor Liturgie, zochten naar een psalmvertaling die na toonzetting een waardige opvolger van de Latijnse teksten zou kunnen zijn. Deze nieuwe toonzettingen in alle kerktoonladders werden uitgegeven als Het Boek der Psalmen bij de Katholieke Bijbelstichting in 1975. Alle 150 psalmen worden in geordende regelmaat gezongen tijdens de dagelijkse koorgebeden in de Nederlandstalige abdijen. In de katholieke bundel Gezangen voor Liturgie zijn 67 andere zettingen van deze psalmvertaling opgenomen van diverse Nederlandse en Belgische componisten, waarvan velen deel uitmaakten van de Intermonasteriële Werkgroep voor Liturgie. Ook Gerhardt en Van der Zeyde zelf namen geregeld daaraan deel.

### Bekendheid

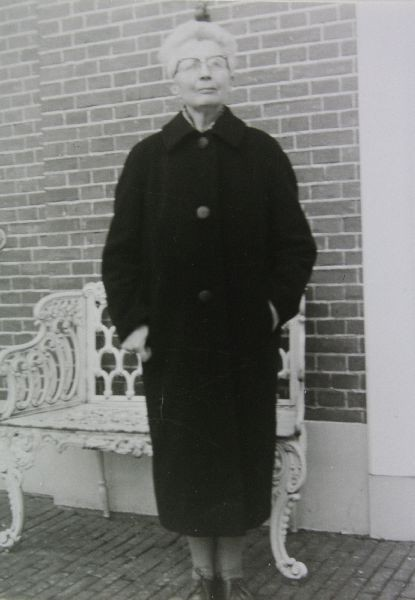
Gerhardt in Almen

In de jaren zeventig en tachtig werd Ida Gerhardt steeds bekender als auteur, mede door gunstige recensies van Kees Fens en anderen. Al in de jaren zestig werd haar gedicht De Akelei, dat deel uitmaakte van bloemlezingen, in het voortgezet onderwijs gelezen. Haar door Johan Polak uitgegeven klassieke dichtbundels behaalden regelmatig herdrukken. In 1980 verschenen haar Verzamelde gedichten voor het eerst; de editie werd later aangevuld en in 2014 verscheen de 13e druk.
In 1988 werkte zij mee aan de documentaire De wording van Cherry Duyns, een cadeau dat werd aangeboden aan Beatrix der Nederlanden voor haar 50e verjaardag. Daarin is zij te zien bij 'de wording' van het gedicht Langzaam opent zich het inzicht.
In 2005 voorzag kerkmusicus Willem Vogel twee van haar gedichten – "Zevenmaal om de aarde te gaan" en "Het andere land" – van een melodie.
Mieke Koenen, classica en universitair docent Latijn aan de VU, publiceerde begin 2014 een uiterst gedetailleerde biografie over Ida Gerhardt, waarvoor ze in juni 2015 de OIKOS publieksprijs ontving. Koenen legde op basis van nieuw ontdekte archiefstukken, brieven, lezingen en ongepubliceerde gedichten verbanden tussen Gerhardts literaire werk en haar levensloop.

### Einde
Aan het eind van de jaren tachtig begon de dichteres te lijden aan aanvallen van paranoia en ging ze geestelijk achteruit. Ze overleed in 1997 in een verzorgingshuis. Marie van der Zeyde was al in 1990 overleden.

## Betekenis van haar werk
Ida Gerhardt beschrijft in krachtige bewoordingen een aantal thema's, zoals de spanningen van een ongelukkige jeugd, hypocrisie, en de teloorgang van het Hollandse landschap. Ze maakt daarbij ook gebruik van stijlfiguren die ontleend zijn aan de klassieke dichters en schrijvers. Zij was een religieuze vrouw, zoals blijkt uit haar werk, maar tevens een criticus van benepen calvinistische milieus. Gerhardt bleef trouw aan een traditionele stijl, die ze echter wist te beheersen en te vernieuwen.

## Publieke erkenning
- 1945 · Lucy B. en C.W. van der Hoogtprijs voor Het veerhuis
- 1956 · Poëzieprijs van de gemeente Amsterdam voor Het levend monogram
- 1962 · Poëzieprijs van de gemeente Amsterdam voor De hovenier
- 1967 · Marianne Philips-prijs voor haar gehele oeuvre
- 1968 · Martinus Nijhoffprijs voor haar vertaling uit het Latijn van Vergilius' Georgica
- 1970 · Culturele prijs van de gemeente Arnhem voor haar gehele oeuvre
- 1971 · Poëzieprijs van de gemeente Amsterdam voor De ravenveer
- 1979 · Prijs voor Meesterschap voor haar gehele oeuvre
- 1979 · P.C. Hooft-prijs voor haar gehele oeuvre
- In de gemeente Zutphen is in de wijk Leesten een singel naar haar genoemd, de Ida Gerhardtsingel. De dichteres heeft daar bij de opening zelf een boompje geplant op de grond van wat vroeger Warnsveld was, waar zij woonde en ook zou overlijden. Op de IJsselkade staat een door haar ontworpen standbeeld. Het is gemaakt door Herma Schellingerhoudt en in 2018 door burgemeester Annemieke Vermeulen onthuld.
- In 1998 stelde de gemeenteraad van Zutphen de Ida Gerhardt Poëzieprijs in, die iedere twee jaar wordt uitgereikt.
- Omdat Ida Gerhardt erin geslaagd is de stad Kampen op positieve wijze in het nieuws te brengen is op initiatief van de Kamper Persclub aan het Oude Raadhuisplein in Kampen een herdenkingssteentje geplaatst; daar is ook een Ida Gerhardtstraat.
- In 2022 is tijdens een symposium van het Ida Gerhardt Genootschap in Bilthoven gesproken over een gedenkteken voor Ida Gerhardt. Dit kunstwerk zou in het bijzonder bij de jonge generatie interesse moet wekken voor de dichteres en haar werk en voor poëzie in het algemeen. Het zou in het centrum van Bilthoven naast de boekhandel een plaats moeten krijgen.

### Oeuvre
- 1940 · Kosmos
- 1945 · Het veerhuis
- 1947 · Buiten schot
- 1948 · Bij de jaarwende
- 1949 · Kwatrijnen in opdracht
- 1951 · Sonnetten van een leraar
- 1955 · Het levend monogram
- 1956 · De argelozen
- 1961 · De hovenier
- 1966 · De slechtvalk
- 1970 · De ravenveer
- 1971 · Twee uur: de klokken antwoordden elkaar
- 1971 · Achter een woord verscholen (juryrapport en toespraken bij het uitreiken van de Culturele prijs van Arnhem)
- 1974 · Vijf vuurstenen
- 1978 · Vroege verzen
- 1979 · Het sterreschip
- 1980 · Nu ik hier iets zeggen mag (voordrachten)
- 1980 · Verzamelde gedichten
- 1980 · Dolen en dromen
- 1983 · De zomen van het licht
- 1988 · De wording
- 1988 · De adelaarsvarens
- 1990 · Wijs de weg van de eeuwigheid mij (met Marie van der Zeyde)
- 1996 · Hoefprent van Pegasus
- 1998 · Anamnèsis (notities voor een toespraak)
- 1999 · Verzamelde gedichten (drie delen)
- 2001 · Zeven maal om de aarde te gaan
- 2001 · Brieven aan Céleste (met Marie van der Zeyde)
- 2001 · Dolen en dromen (heruitgave met geluidsopname)
- 2005 · Courage! – Brieven, ISBN 90-253-1753-7

### Vertalingen
- 1942 · Lucretius: de natuur en haar vormen, boek I en boek V (De rerum natura, dissertatie)
- 1946 . Lucretius: de natuur en haar vormen, boek I en V (herdruk van het tweede deel van de dissertatie)
- 1949 · Vergilius: Het boerenbedrijf (Georgica)
- 1972 · De Psalmen (uit het Hebreeuws vertaald door Ida Gerhardt en Marie van der Zeyde)

## Secundaire literatuur
- M. van den Berg en D. Idzinga, Trots en in zichzelf besloten: Ida Gerhardt. Afkomst en eerste deel van haar leven, Kampen: Ten Have 2005
- M. van den Berg et al., Een tocht door dit ingedijkt laagland. Holland draagt mijn sporen, Oosterbeek/Eefde: Kontrast/Ida Gerhardt Genootschap 2007
- F.A. Berkelmans, Stralende aanhef. Over Kosmos, de eerste bundel van Ida Gerhardt (Reeks: Acanthus, 1), Egmond-Binnen: Abdij van Egmond 1993
- F.A. Berkelmans, Aan het water. Over Het Veerhuis, de tweede bundel van Ida Gerhardt (Reeks: Acanthus, 2), Egmond-Binnen: Abdij van Egmond 1996
- F.A. Berkelmans, Dit ben ik. Over Uit de eerste hand, verzenselectie van Ida Gerhardt (Reeks: Acanthus, 3), Egmond-Binnen: Abdij van Egmond 1997
- F.A. Berkelmans, Blinde groenling. Over Buiten schot, de derde bundel van Ida Gerhardt  (Reeks: Acanthus, 4), Egmond-Binnen: Abdij van Egmond 1998
- F.A. Berkelmans, Kwatrijnen, sonnetten en kleengedichtjes. Over drie genrebundels van Ida Gerhardt (Reeks: Acanthus, 5), Egmond-Binnen: Abdij van Egmond 2000
- F.A. Berkelmans, Ida Gerhardt & Guido Gezelle. Een vergelijking (Reeks: Acanthus, 6), Egmond-Binnen: Abdij van Egmond 2004
- F.A. Berkelmans, Dit donkere boek. Over Het levend monogram van Ida Gerhardt (Reeks: Acanthus, 7), Egmond-Binnen: Abdij van Egmond 2005
- Ad ten Bosch, Gebroken lied. een vriendschap met Ida Gerhardt, Amsterdam: Athenaeum-Polak & Van Gennep 1999
- R.H.J. Egeter van Kuyk [et al.], Elementen: Ida Gerhardt (1905-1997) (uitgegeven t.g.v. het 100e geboortejaar van Ida Gerhardt), Schriftuur, jrg.2, 1-2, mei 2005, Voorburg: Ida Gerhardt Genootschap 2005
- F. Esper, Beheerd domein. Over de poëzie van Ida Gerhardt, Baarn: Thomas Rap 1982
- M. de Groot, In gesprek met Ida Gerhardt. Interview, brieven, gedichten en beschouwingen, Baarn: Ten Have 2002
- H.F.J. Horstmanshoff (samenst.), Wat ontsprong aan hun verwondering en stralend de millennia doorscheen. Ida Gerhardt (1905-1997) & de klassieke oudheid (tentoonstellingscatalogus Universiteitsbibliotheek Leiden met artikelen), Leiden: UB leiden/Nederlands Klassiek Verbond 2000
- Ida Gerhardt, (Bzzlletin themanummer), Bzzlletin, jrg. 9, nr. 78, 's-Gravenhage: BZZTôH 1980
- Ida Gerhardt (Parmentier-themanummer), Parmentier, winter 1993/1994, jrg. 5, nr. 1, Nijmegen: Stichting Randschrift 1994
- Mieke Koenen, Stralend in gestrenge samenhang. Ida Gerhardt en de klassieke oudheid, Groningen: Historische Uitgeverij 2002
- Mieke Koenen, Dwars tegen de keer: leven en werk van Ida Gerhardt, Amsterdam: Athenaeum-Polak & Van Gennep 2014
- A. Reitsma, In de taal zelf verscholen. Over de poëzie van Ida Gerhardt, Amsterdam: Arbeiderspers 1983
- A. Reitsma, Een naam en ster als boegbeeld: de poëzie van Ida Gerhardt in symbolistisch perspectief, Assen: Van Gorcum 1999
- Schriftuur, Tweejaarlijks periodiek van het Ida Gerhardtgenootschap. Schriftuur bevat naast informatie over het genootschap  achtergrondartikelen en studies over Ida Gerhardt. Verkrijgbaar via het genootschap.
- W. Spillebeen, Ida Gerhardt (serie: Grote ontmoetingen. Literaire monografieën 41), Nijmegen: Gottmer 1981
- J. van der Vegt, Het ingeklonken lied. De poëzie van Ida Gerhardt, 's-Gravenhage: BZZTôH 1980
- Hans Werkman, Uren uit het leven van Ida Gerhardt, Baarn: De Prom 1997
- M.H. van der Zeyde, De hand van de dichter. Over Ida Gerhardt, Amsterdam: Athenaeum-Polak & Van Gennep 1974
- M.H. van der Zeyde, De wereld van het vers. Over het werk van Ida Gerhardt, Amsterdam: Athenaeum-Polak & Van Gennep 1985

## Trivia
In Geldermalsen is er een school naar Gerhardt vernoemd: Ida Gerhardt Academie.